# Пајушени (Арад)
Пајушени (рум. Păiușeni) насеље је у Румунији у округу Арад у општини Кисиндија. Oпштина се налази на надморској висини од 253 m.

## Становништво
Према подацима из 2002. године у насељу је живело 488 становника, од којих су сви румунске националности.